# Panzer Dragoon Mini
Panzer Dragoon Mini fue un juego lanzado en 1996 para la consola Game Gear de Sega. 

## Resumen
Debido a las limitaciones técnicas del Game Gear,  la mecánica de juego de Panzer Dragoon Mini, es muy parecida a la del juego Space Harrier. También, es el primer juego (y el único hasta el momento) en la serie en la que el dragón no lleva un jinete. Debido a la falta de una historia y a la apariencia super deformada del dragón, este juego no se considera canónico de la serie.